# Lile Loumoli
Lile Uinita Loumoli es una deportista tongana que compite en taekwondo. Ganó una medalla de bronce en el Campeonato de Oceanía de Taekwondo de 2019 en la categoría de –57 kg.

## Palmarés internacional
| Campeonato de Oceanía | Campeonato de Oceanía | Campeonato de Oceanía | Campeonato de Oceanía |
| Año                   | Lugar                 | Medalla               | Categoría             |
| --------------------- | --------------------- | --------------------- | --------------------- |
| 2019                  | Apia (Samoa)          | Medalla de bronce     | –57 kg                |